# Движение свободной культуры

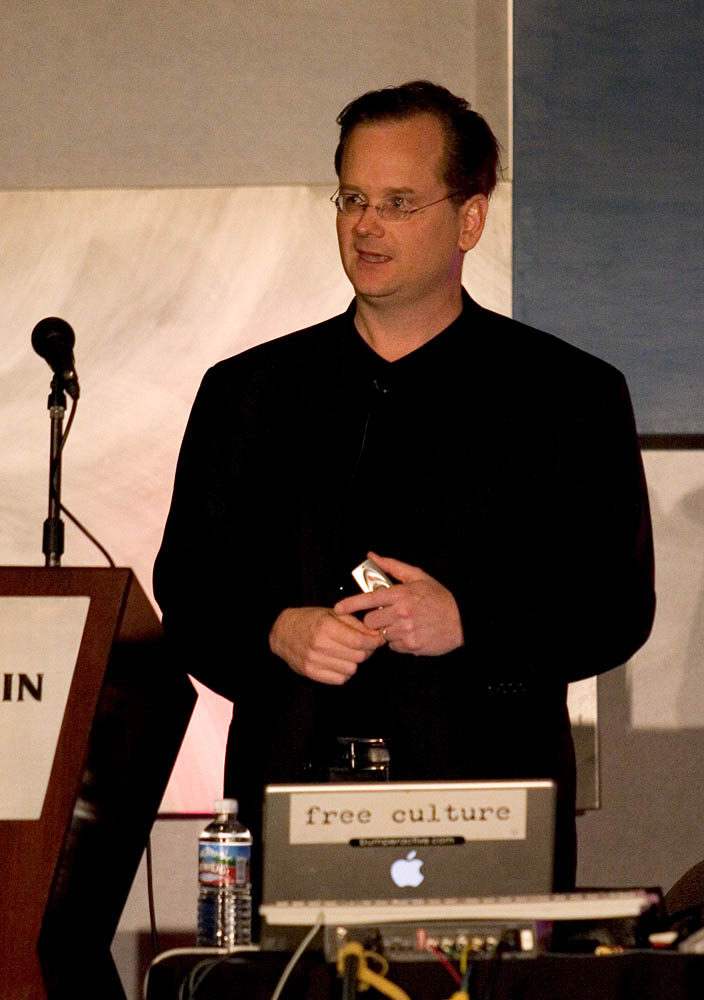
Лоуренс Лессиг перед ноутбуком с надписью «Свободная культура»

Движение свободной культуры (англ. free-culture movement) — это общественное движение, способствующее свободному распространению и изменению произведений в виде открытого контента с помощью сети Интернет и других средств массовой информации.
Участники движения критикуют чрезмерно жесткие законы об авторском праве. Многие члены движения утверждают, что такие законы мешают творчеству и способствуют так называемой «культуре разрешения».
На сайте Creative Commons, который был основан Лоуренсом Лессигом, перечислены лицензии, которые позволяют распространение произведений на различных условиях, на сайте также работает онлайн поиск произведений, имеющих лицензию Creative Commons.
Движение свободной культуры, с её духом свободного обмена идеями, созвучно с движением свободного программного обеспечения. Ричард Столлман, основатель проекта GNU, а также активист свободного программного обеспечения, поддерживает свободный обмен информацией.
В настоящее время термин обозначает множество других движений, в том числе субкультуру хакеров, движение доступности знаний и движение копилефт.
Термин «Свободная культура» впервые был использован в 2004 году как название книги Лоуренса Лессига, отца-основателя движения свободной культуры.

## Предпосылки
В 1998 году в Конгрессе Соединенных Штатов Америки прошёл закон Sonny Bono Copyright Term Extension Act, а президент Клинтон подписал его. Охрана авторского права была продлена на двадцать лет, в результате чего общий срок авторского права достиг семидесяти лет после смерти автора. Законопроект активно лоббировался корпорациями, такими как «Дисней», поэтому он получил известность как «Закон о Микки-Маусе». Лоуренс Лессиг считает, что авторское право является препятствием для культурного развития, обмена знаниями и технологических инноваций, а также что отстаиваются частные интересы, а не общественное благо. Он путешествовал по стране в 1998 году, сделав сотни выступлений в университетских городках, что сформировало движение. Это дало толчок к созданию первого объединения в рамках движения «Студенты за свободную культуру» в Свартморском колледже.
В 1999 году Лессиг подал иск о признании закона Sonny Bono неконституционным и довёл дело до Верховного суда США. Несмотря на свою твёрдую уверенность в победе и опору на базовые понятия Конституции США об «ограниченных» условиях авторского права, в иске Лессигу отказали семью голосами против двух.
В 2001 году Лессиг создал Creative Commons, систему лицензирования — «некоторые права защищены», альтернативу системе авторского права, где по умолчанию «все права защищены».
Начиная с 2008 года в Российской Федерации, в соответствии с принятыми поправками в статье 1281 Гражданского кодекса, исключительное право на произведение также продлили до семидесяти лет после смерти автора.

## Организации
Организация Creative Commons (CC), основанная Лоуренсом Лессигом, обычно ассоциируется со свободной культурой. CC поощряет обмен творческими работами и распространение идей для развития культуры, научно-технического прогресса и инноваций в бизнесе.
QuestionCopyright.org — ещё одна организация, относящаяся к движению свободной культуры. Заявленная миссия организации: «показать экономический, творческий и социальный вред, возникший благодаря распространению монополий, а также продемонстрировать, что свободное распространение лучше для авторов и потребителей». QuestionCopyright стала известной благодаря сотрудничеству с художником Ниной Палей, которая получила нескольких наград за полнометражный анимационный фильм «Сита поёт блюз», который был отмечен как чрезвычайно успешный пример свободной дистрибуции под эгидой «Sita Distribution Project». На веб-сайте организации имеется ряд ресурсов, публикаций и других материалов, связанных с различными вопросами, касающимися авторского права, патентов, товарных знаков.
Студенческую организацию Студенты за Свободную культуру иногда называют «Движением свободной культуры», но это название не является официальным. Организация является подмножеством более широкого движения. Первое отделение организации было основано в 1998 году в Свартморском колледже, а в 2008 году у организации было двадцать шесть отделений по всему США.
Движение свободной культуры принимает идеалы движения свободного программного обеспечения и расширяет их за границы области программного обеспечения на все объекты культуры и творческие работы. Creative Commons начала развиваться при поддержке организации Ричард Столлмана (основателя Фонда свободного программного обеспечения и движения свободного программного обеспечения). Он снял свою поддержку в связи с введением некоторых лицензий,, а затем восстановил некоторую поддержку, когда Creative Commons изъяла эти лицензии.
Движение свободной музыки, как подмножество движения свободной культуры, выросло из философии свободной музыки Рэма Самудрела в начале 1994 года. Кроме того, оно было основано на идее Свободного программного обеспечения Ричарда Столлмана и совпало с зарождением самого движения свободной культуры. Философией свободной музыки используются три принципа, которые поощряют распространение свободного копирования. О философии свободной музыки писали Billboard, Forbes, Levi’s Original Music Magazine, The Free Radical, Wired и The New York Times. Наряду со свободным программным обеспечением и Linux, лицензиями на основе принципа копилефт, развитием интернета и ростом P2P-сетей, популяризацией формата mp3 в качестве стандарта цифрового кодирования и вопреки всем усилиям музыкальной индустрии свободная музыка заняла своё заметное место в культуре XXI века. Организации Electronic Frontier Foundation и Creative Commons в настоящий момент разрабатывают различные лицензии, защищающие права автора при использовании принципа копилефт. Вопрос не в том, почему музыка должна быть свободной, а в том, как добиться расцвета свободной музыки и при этом обеспечить музыкантам право получать доход со своих произведений.

## Критика
Самая громкая критика движения свободной культуры исходит от сторонников копирайта. Рик Карнс, президент Songwriters Guild of America и Коли Хаджинса, исполнительный директор arts+labs, альянса технологических и медиа-компаний, утверждают, что, несмотря на аргументы движения свободной культуры о том, что авторское право «убивает культуру», само движение и общественный резонанс, который оно создаёт, разрушает отрасль искусства и ударяет по экономическому росту.
Кроме того, некоторые утверждают, что атмосфера дискуссии вокруг авторского права изменилась. Свободная культура, возможно, когда-то защитила культуру авторов от корпораций. Но теперь свободная культура может повредить малоизвестным авторам, примером этого может быть использование дизайнером Шепардом Фейри работ Мэнни Гарсии, без указания ссылки на источник.
Эндрю Кин, критик Веб 2.0, критикует некоторые из идей свободной культуры в своей книге Культ дилетанта, описывая идеи Лессига как «коммунизм в сфере интеллектуальной собственности».
В медиаиндустрии некоторые игроки обвиняют свободную культуру в уменьшении этого рынка. Тем не менее, учёные, такие как Клей Ширки утверждают, что рынок сокращается сам по себе, и свободная культура не является причиной и что происходит крах индустрии журналистики.